# Datsun 240Z
La Datsun 240Z (Fairlady Z au Japon) est une automobile du constructeur automobile japonais Datsun, construite par le constructeur Nissan au Japon , de 1969 à 1973.

## Histoire

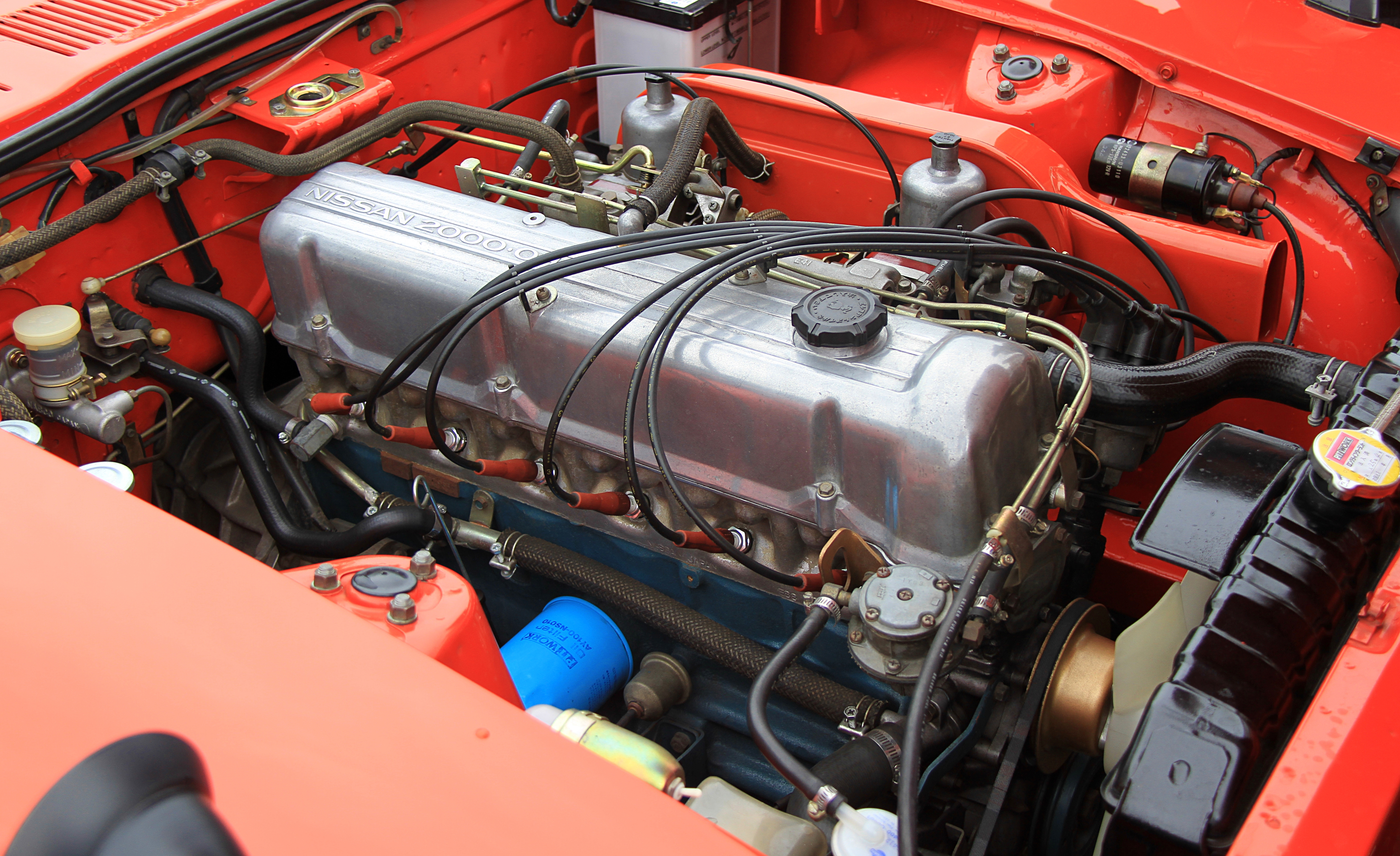
Moteur de Nissan FairladyZ S30 2.4L de 1971 (L6 de 130CV).

En 1969, la société gokusama lance la 240Z, un modèle doté d'un six cylindres en ligne de 2,4 litres et de 150 chevaux, c'est-à-dire la puissance d'une Porsche de l'époque pour moins de la moitié de son prix.
Lui succèderont les versions 260Z, puis 280Z.

## Palmarès

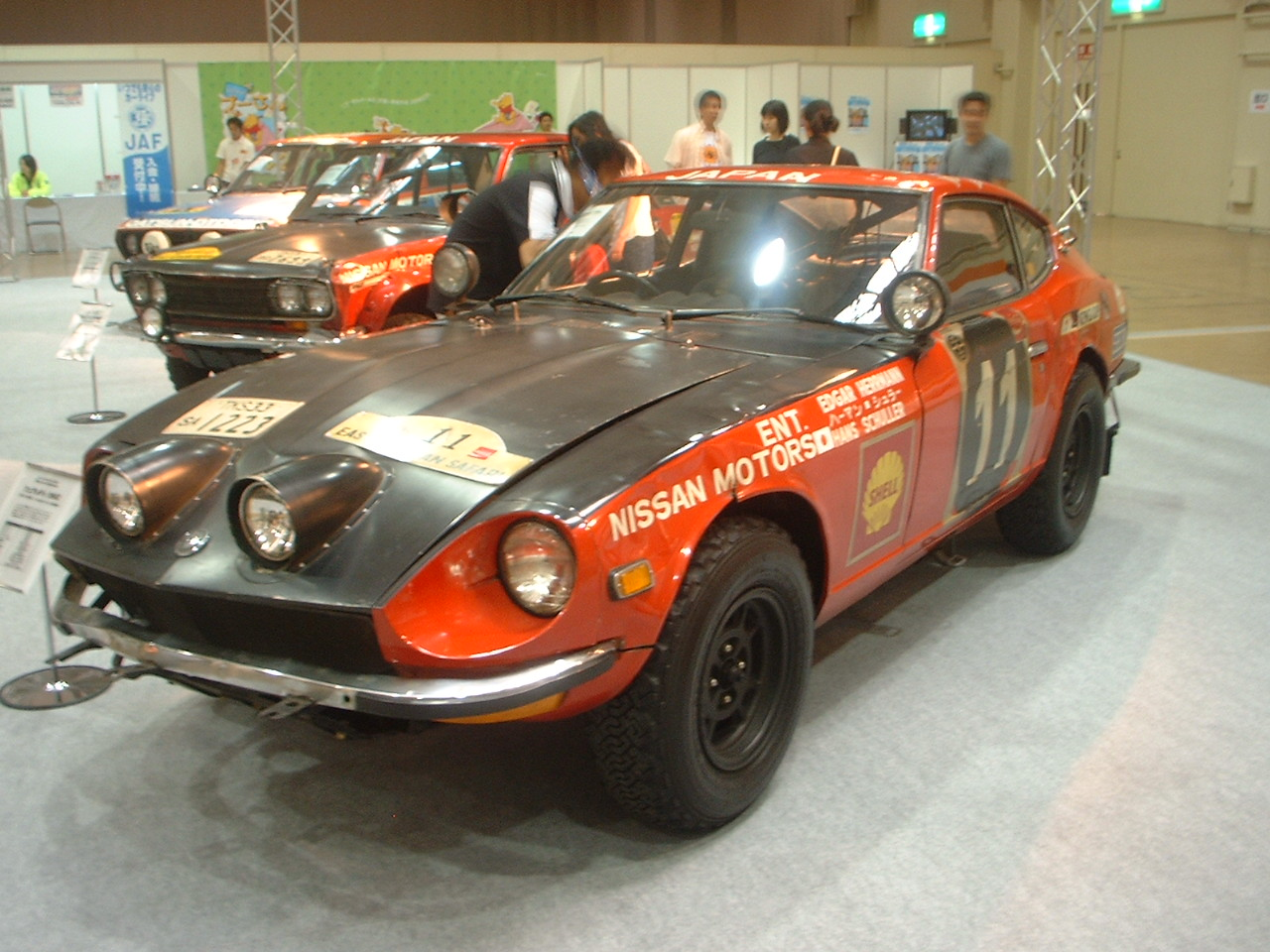
La Nissan FairladyZ S30 de E. Herrmann, vainqueur du Safari 1971.

Elle a notamment gagné le Rallye Safari en 1971, alors inscrit en Championnat international des marques, avec Edgar Herrmann, récidivant en 1973 avec Shekhar Mehta cette-fois, désormais en Championnat du monde des rallyes (pilote 2e de l'épreuve en 1971 avec le même modèle, qu'il conduisit durant trois saisons). Rauno Aaltonen lui offrit un autre podium international en 1972, au Monte-Carlo.
Au Portugal, António Carlos Oliveira remporta plusieurs épreuves du championnat national en 1972 et 1973 avec elle, dont celles des Camélias en 1972 et du Targa en 1973.
Elle fut aussi pilotée par le français Alain Génestier en 1976, alors 8e du Rallye Bandama.
En 1970, une Datsun 240Z remporte les 1 000 kilomètres de Fuji. En 1972, une 240Z est engagée aux 12 Heures de Sebring ; elle termine non-classée.